# Speed Demos Archive
Speed Demos Archive (anche noto come SDA) è un sito web dedicato a speedrun di videogiochi. L'obiettivo primario di SDA è fornire un servizio di hosting di video di speedrun scaricabili e di alta qualità, e attualmente possiede run di oltre 1.200 videogiochi, mentre altri vengono aggiunti regolarmente. Speed Demos Archive inoltre ospita due maratone di beneficenza annuali di speedrunning, Awesome Games Done Quick e Summer Games Done Quick. Ad oggi (gennaio 2018), SDA ha organizzato sedici maratone, raccogliendo quasi 15 milioni di dollari per varie cause di beneficenza. L'evento di maggior successo è stato l'Awesome Games Done Quick 2018, in cui sono stati raccolti quasi 2,3 milioni di dollari per la Prevent Cancer Foundation.

## Storia
Il sito era nato originariamente come un archivio dimostrativo di playthough di Quake. SDA fu creato da Nolan "Radix" Pflug di Pittsburgh, Pennsylvania, unendolo a un sito creato da Gunnar e Jesse nell'aprile del 1998. Nel 2004, dopo il successo della sua run al 100% di Metroid Prime, Radix ha deciso di espandere SDA per includere video dimostrativi di altri giochi. Nel 2006 Mike Uyama è subentrato nel ruolo di amministratore del sito. Nel gennaio 2010, SDA ha organizzato la sua prima maratona di beneficenza, Classic Games Done Quick (che dalla successiva edizione venne rinominata Awesome Games Done Quick), raccogliendo oltre $10.000 per CARE.

## Contenuti
Ad oggi (gennaio 2018), SDA mette a disposizione video di quasi 1.300 videogiochi diversi. Tutte queste run sono disponibili per il download e quasi tutti sono disponibili in varie qualità video diverse. Il sito include video di titoli popolari come Mega Man, Metroid, The Legend of Zelda, Super Mario Bros. e Sonic the Hedgehog. Il sito è apparso inoltre numerose volte su pubblicazioni come Electronic Gaming Monthly e sul programma televiso di G4tv Attack of the Show!. Alcune run sono apparse in un episodio di Pure Pwnage..
I video presentati per essere ammessi nel sito devono passare attraverso un processo di verifica, in cui dei giocatori esperti del gioco in questione esaminano i video e ne giudicano la qualità video e di gameplay, assicurandosi che rispetti le regole di SDA. Ogni run è revisionata da molteplici utenti, che comunicano poi il responso allo staff del sito; lo staff infine decide se accettare o meno la run, e il verdetto viene poi pubblicato sul forum del sito insieme ai commenti degli utenti che hanno partecipato alla revisione del video. In seguito all'accettazione, la run viene codificata secondo varie caratteristiche qualitative e posta in coda per i successivi update; alla fine, viene pubblicata sul sito accompagnata dai commenti del runner. Alcune run contengono anche una seconda traccia audio con il commento in diretta del giocatore.

### Regole
SDA accetta speedrun secondo tre categorie:
- Segmented, in cui la run è completata in molteplici parti utilizzando il sistema di salvataggio del gioco. Queste run generalmente subiscono una revisione più scrupolosa rispetto alle altre categorie, poiché gli standard di qualità per questa tipologia di run sono più alti dal momento che il giocatore ha la possibilità di ripetere ogni sezione molteplici volte prima di inserirla nella run.
- Single-segment, in cui il gioco viene completato giocandolo dall'inizio alla fine in una singola sessione di gioco. In questa categoria non è permesso il reset del gioco, ad eccezione dei casi in cui il reset è necessario per progredire nella run.
- Single-segment with resets, simile alla precedente ma con la differenza di ammettere il reset del gioco durante la run. Non tutti i giochi sono idonei per entrare in questa categoria; lo staff accetta o meno per questa categoria ogni gioco singolarmente, in base a quanto tempo effettivamente i reset facciano risparmiare rispetto a una run senza di essi.

SDA accetta run secondo tre diverse modalità di completamento:
- any%: una speedrun "pura", in cui il gioco viene completato nel minor tempo possibile con ogni mezzo a disposizione;
- 100%: il gioco deve essere completato al 100%, secondo le caratteristiche specifiche del gioco stesso (ottenere ogni oggetto collezionatile, completare ogni missione secondaria, sconfiggere ogni boss, ecc...);
- low%: il giocatore deve completare il gioco con la minor percentuale di completamento possibile.

Categorie diverse, come versioni diverse dello stesso gioco, possono venir aggiunte in base al gioco stesso. Alcuni giochi includono categorie che implicano l'utilizzo di glitch che permettono di saltare grosse porzioni di gioco e arrivare alla fine più velocemente rispetto a una normale speedrun any%; alcuni esempi sono Oddworld: Abe's Oddysee, in cui un glitch permette di completare il gioco in 11 minuti, Final Fantasy 7, in cui un glitch permette di saltare gran parte del gioco tramite un salvataggio precedentemente realizzato e finire il gioco in circa 3 ore (rispetto alle 8 ore tipiche di una speedrun in cui tale glitch non viene sfruttato), e Super Mario 64, in cui un glitch permette di attraversare sezioni di gioco altrimenti inaccessibili al giocatore e completare il gioco addirittura con 0 stelle (rispetto alle 70 regolarmente richieste come minimo dal gioco) e poco meno di 7 minuti.
Le run devono essere eseguite sulle console originali o, nel caso di giochi per PC, secondo configurazioni del PC ben specifiche. L'utilizzo di emulatori non è permesso per una serie di motivi, principalmente per la difficoltà di stabilire se la run non sia in realtà una TAS. I glitch e gli exploit interni al gioco sono ammessi, ad eccezione delle categorie che li escludono esplicitamente come illustrato in precedenza. Modifiche della console, del gioco o del controller che non siano puramente estetiche non sono ammesse. I glitch che richiedono di interferire con il corretto funzionamento della console, come il trucco della "crooked cartridge" di Super Mario 64, non sono permessi.
Le run devono essere filmate utilizzando un sistema di cattura in diretta, come schede di acquisizione video o programmi di cattura video (ad esempio Open Broadcaster Software).